# Werner Schoop
Werner Schoop (* 15. August 1924 in Kirn; † 22. Februar 2011 in Freiburg im Breisgau) war ein deutscher Mediziner (Angiologe). 1967 wurde er Leiter der Aggertalklinik in Engelskirchen.

## Leben

### Jugend und Bildung
Werner Schoop meldete sich im Jahr 1941 als Freiwilliger mit 16 Jahren bei der Kriegsmarine und wurde als Sanitätsoffiziersanwärter nach Gotenhafen auf die Wilhelm Gustloff abkommandiert. Dieses ehemalige Kraft-durch-Freude-Schiff beherbergte seit 1940 die 2. U-Lehrdivision und wurde als Wohnschiff genutzt. Am 30. Januar 1945 wurde die Gustloff auf der ersten Fahrt von Gotenhafen nach Kiel, mit 10.580 Personen am Bord, von dem sowjetischen U-Boot S-13 versenkt. Über 9.340 Menschen kamen ums Leben, darunter auch Schoops Bruder. Es war die größte Schiffskatastrophe der Weltgeschichte. Der Marine-Sanitätsoberfähnrich Werner Schoop war einer der 1.230 Überlebenden. Er zog aus der eiskalten Ostsee den damals 18-jährigen Zahlmeisterassistenten Heinz Schön auf sein Floß und rettete ihm so das Leben. Einige der Geretteten wurden von dem Torpedoboot T 36 aufgenommen. Werner Schoop wurde auf einem Kutter zurückgelassen, und erst das Torpedoboot Löwe brachte ihn zum Hafen nach Kolberg.
Heinz Schön beschäftigte sich seither intensiv mit der Tragödie der Wilhelm Gustloff, forschte für sein Ostsee-Archiv und galt als der Gustloff-Experte. Genau 52 Jahre nach der Katastrophe hielt er am 30. Januar 1997 in Freiburg im Breisgau einen Vortrag, den Werner Schoop als Zuhörer besuchte – aus Schöns Ausführungen ging hervor, dass der Vortragende der vom Zuhörer Gerettete war.

### Nach Kriegsende
Nach Kriegsende setzte Werner Schoop das Studium der Medizin fort. Nach der Promotion (Dissertation über apoplektische Hirnblutungen) zum Doktor der Medizin war er ab dem Jahr 1949 als Medizinalassistent im Franziskusstift in Bad Kreuznach und anschließend ab dem Jahr 1952 als medizinischer Volontär beim Physiologischen Institut an der Johann Wolfgang Goethe-Universität Frankfurt am Main angestellt. Im Physiologischen Institut Frankfurt erforschte er die Eigenschaften des peripheren Kreislaufs und die methodischen Voraussetzungen, um die wesentlichen Werte samt Größen zu messen, und veröffentlichte die ersten Schriften.
Im Frühjahr 1954 wurde er in der Medizinischen Klinik Darmstadt unter Max Ratschow angestellt und legte die Prüfung zum Facharzt für Innere Medizin ab. Im Jahr 1960 wurde er im Universitätsklinikum Freiburg unter Ludwig Heilmeyer angestellt, habilitierte sich im Jahr 1963 mit der Habilitationsschrift Pathophysiologie und Klinik des arteriellen Kollateralkreislaufs beim Verschluss von Extremitätenarterien und veröffentlichte im Jahr 1964 beim Thieme Verlag das Standardwerk Angiologie-Fibel, das ins Ungarische, Spanische und Japanische übersetzt wurde.
1992 war er Mitherausgeber der 5. Auflage, 9. Band, 6. Teil, vom Handbuch der inneren Medizin aus dem Springer-Verlag.

### Aggertalklinik 1967–1989
Im Jahr 1967 wurde er Leiter der Aggertalklinik in Engelskirchen, die er von einer Tuberkuloseklinik der LVA Rheinprovinz in eine angiologische Klinik mit 250 Betten umgestaltet hatte, mit den Fachbereichen internistische Angiologie, Radiologie, Gefäßchirurgie und angiologische Rehabilitation. Er und seine Mitarbeiter beschäftigten sich mit der Thrombolyse auch bei älteren Arterienverschlüssen; u. a. übernahmen sie das „Dottern“ nach Charles T. Dotter mit dem Blutpropf-Bohrer. Auf seine Initiative hin wurde im Jahr 1972 in Engelskirchen der Verein zur Bekämpfung von Gefäßkrankheiten e. V. gegründet.
Für seine Verdienste und sein Engagement verlieh ihm im Jahr 1989 der Bundespräsident Richard von Weizsäcker das Bundesverdienstkreuz 1. Klasse. Er wurde zum Ehrenmitglied der Deutschen Gesellschaft für Angiologie gewählt. Nach seinem Eintritt in den Ruhestand ebenfalls 1989 zogen die Eheleute Schoop nach Freiburg um.
Seine Forschungen und Werke sowie sein Schaffen in der Aggertalklinik trugen dazu bei, dass die Angiologie im Jahr 1992 als 8. Schwerpunkt der Inneren Medizin anerkannt wurde.

## Schriften (Auswahl)
- Angiologie-Fibel. Thieme Verlagsgruppe, Stuttgart 1964.
- mit Manfred Köhler: Metabolische und hämodynamische Trainingseffekte bei normaler und gestörter Muskeldurchblutung. Huber Verlag, Wien 1973, ISBN 978-3-456-00343-6.
- mit Reinhard Giessler: Indikationen zur operativen Therapie bei koronaren und zerebralen Durchblutungsstörungen. Huber Verlag, Bern 1973, ISBN 978-3-456-00345-0.
- mit Eberhard Zeitler: Diagnostik mit Isotopen bei arteriellen und venösen Durchblutungsstörungen der Extremitäten. Huber Verlag, Bern 1973, ISBN 978-3-456-00347-4.
- Praktische Angiologie. Thieme Verlagsgruppe, Stuttgart 1975, ISBN 978-3-13-399903-8.
- mit M. Martin: Defibrinierung mit thrombinähnlichen Schlangengiftenzymen. Verhandlungen des VI. Angiologischen Symposiums in der Aggertalklinik Engelskirchen im Herbst 1973. Huber Verlag, Bern 1975, ISBN 978-3-456-80069-1.
- mit Eberhard Zeitler (Hrsg.): Perkutane Rekanalisation. Technik, Anwendung, klinische Ergebnisse. (Percutaneous vascular recanalization. Technique, Application, Clinical results). Springer Verlag, Berlin 1978, ISBN 978-3-540-08875-2.
- mit Michael Martin (Hrsg.): Neue Konzepte in Dosimetrie der Streptokinase. (New concepts in streptokinase dosimetry). Huber Verlag, Bern 1978, ISBN 978-3-456-80517-7.
- mit A. Bollinger, K. Breddin, H. Hess, F. M. J. Heystraten, Jürgen Kollath, A. Konttila, G. Pouliadis, M. Marshall, R. Mey, A. Mietaschk, F. J. Roth: Semiquantitative assessment of lower limb atherosclerosis from routine angiographic images. In: Atherosclerosis International Journal, Nr. 38, 1981, S. 338–346.
- mit Hansjörg Simon (Hrsg.): Diagnostik in der Kardiologie und Angiologie. Thieme Verlagsgruppe, Stuttgart 1986, ISBN 978-3-13-669501-2.
- mit Horst Rieger, Andreas L. Strauss: Klinische Angiologie. 1. Auflage. Springer Verlag, Berlin 1998, ISBN 3-540-50899-6.

## Auszeichnungen / Ehrungen
- 1989: Bundesverdienstkreuz 1. Klasse
- 1989: Ehrenmitglied der Deutschen Gesellschaft für Angiologie